# 食屍鬼

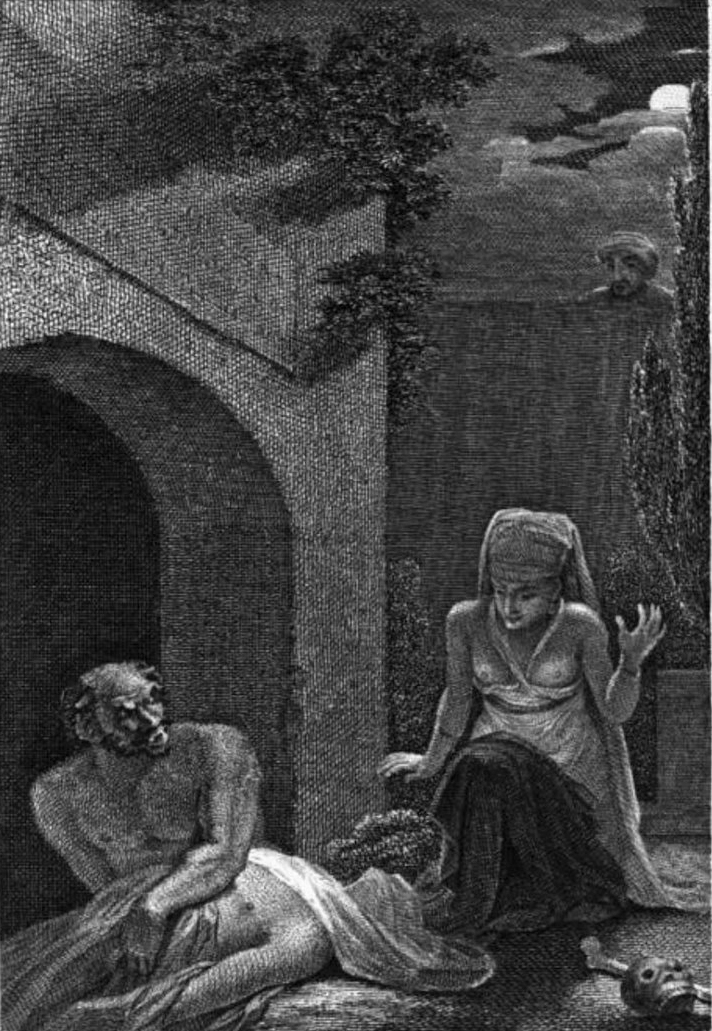
《一千零一夜》中的食屍鬼。

食屍鬼（阿拉伯語：الغول; al-ghūl），也稱為盜屍者，是阿拉伯神話的怪物，在伊斯兰教出来以前就流传于阿拉伯半岛。形象通常肌肤黝黑外形接近人形，但是能改变自己身体颜色和样貌，包括能变成鬣狗。会出现在墓地或战场上，会挖掘坟墓吃尸体，也会抓活人孩童吃和在沙漠抓旅行者吃。据说食尸鬼会掘開坟墓食用尸体，有时也会袭击人类。印度教中的魔怪畢舍遮亦以死人屍體為食物，比較不同的地方在於，畢舍遮有時會變化形狀鑽進人類體內，佔據人體。英仙座β星大陵五的英文名稱Algol是來自此阿拉伯傳說生物。

## 其他文化創作的食屍鬼

### 《活死人之夜》或《恶灵古堡》
阿拉伯食尸鬼的信息比较接近《活死人之夜》或《恶灵古堡》的丧尸，一说身份属于魔神的一种。食尸鬼被视为栖息在沙漠的恶灵。

### 一般人對食屍鬼的認知
一般人通常會把食屍鬼比喻成盜墓者，其原因是因為它們只貪圖屍體，把屍體啃到只剩骨頭，對一般人無害。

### 克蘇魯神話
在霍華·菲力普·洛夫克萊夫特所創造的克蘇魯神話中，食屍鬼是夜行性的地底種族。曾是人類，他們持續的只食死人肉的習性使他們轉化為駭人的、野獸般的人形生物。雖然他們有駭人的外表，但是他們也有足夠的智能與人對話。

### 龍與地下城
在角色扮演遊戲龍與地下城中，食屍鬼是怪物般的充滿腐屍味的不死人類。除了腐肉，他們亦捕捉吞食不夠警覺的活物。他們能藉著接觸來麻痺獵物，只有精靈可以免疫，他們的近親“Ghast”是更恐怖的存在，精靈亦不能倖免他們的麻痺攻擊。

### 獵魔士系列
在波蘭奇幻小說家安傑·薩普科夫斯基所著的小說《獵魔士》與其衍生電子遊戲中，食屍鬼是一種出現在墳地、擅長在墓穴中挖掘隧道、以屍體為食的怪物。通常智能低下、無法與人類溝通；但依舊有少部分例外。在電子遊戲一代中，有一隻食屍鬼跟主角說過比起精靈，他們比較喜歡人類的血肉。

### 巴哈姆特
在角色扮演遊戲巴哈姆特中，食屍鬼原本是人，被紅斗篷男子改造失敗之後變成只能以人屍為食物的食屍鬼，為老麥任務的boss，一共有六隻。

### 白狼的黑暗世界
在白狼遊戲的黑暗世界系列裡，食屍鬼是由吸血鬼賜予其血液而得到其部分超自然力量的生物，因為血液中的魔力喝下吸血鬼血液會受其控制作為其僕人，受吸血鬼的差使。
除了人類，部分吸血鬼亦會將老鼠、蜘蛛，甚至鱷魚轉化成其忠心的僕人。
東歐的Tzimisce族有培育天生的食屍鬼家族。

### 魔獸爭霸
在魔兽争霸III，食屍鬼是不死族的基本戰鬥單位和木头的採集單位。在dota中，食尸鬼指天灾军团的基本近战单位，也可以指噬魂鬼这个英雄。

### 天堂網路遊戲
在Lineage中，食屍鬼是一種有著喪屍外觀的怪物，被他攻擊到玩家有可能會麻痺（全身僵直不能動彈）。

### 遊戲王
在卡片遊戲遊戲王中，Ghoul被翻譯為盜墓者，以Ghoul為名稱的卡名多半具有破壞對方墓地的效果，而動畫中更有以Ghouls（古魯斯）為名稱的稀有卡獵人集團（Rare Cards Hunters）。

### 東京喰種
在漫畫東京喰種中，食屍鬼是一種名為「喰種」的人形食屍鬼，除了人肉、人血、水和咖啡之外無法吃下其他的食物。

### 十字架与吸血鬼
邪恶的精灵侵占人类的尸体而形成的妖怪。嗜人肉，时常袭击幼童，或盗食坟里的尸体。畏惧神、信仰及十字架。当人类接受了吸血鬼血后会出现副作用，当中就包括有机会像月音般尸鬼化。